# Tanaecia phintia
Tanaecia phintia är en fjärilsart som beskrevs av Gustav Weymer 1887. Tanaecia phintia ingår i släktet Tanaecia och familjen praktfjärilar. Inga underarter finns listade i Catalogue of Life.